# Axacalia spiraeanthi
Axacalia spiraeanthi es un hemíptero de la familia Aleyrodidae, subfamilia Aleyrodinae.
Axacalia spiraeanthi fue descrita científicamente por primera vez por Danzig en 1969.